# Osmanthus heterophyllus
Osmanthe à feuilles de houx
Espèce
Osmanthus heterophyllus, en français Osmanthe à feuilles de houx, est une espèce de plantes à fleurs du genre Osmanthus et de la famille des Oleaceae. C'est un arbuste à feuilles persistantes et piquantes, leur forme rappelant celle des feuilles de houx. Il est indigène du Japon (Honshū, Kyūshū, Shikoku, Ryūkyū), de Corée et de Taïwan,, ; il est planté pour l'ornement dans les climats tempérés.

## Description

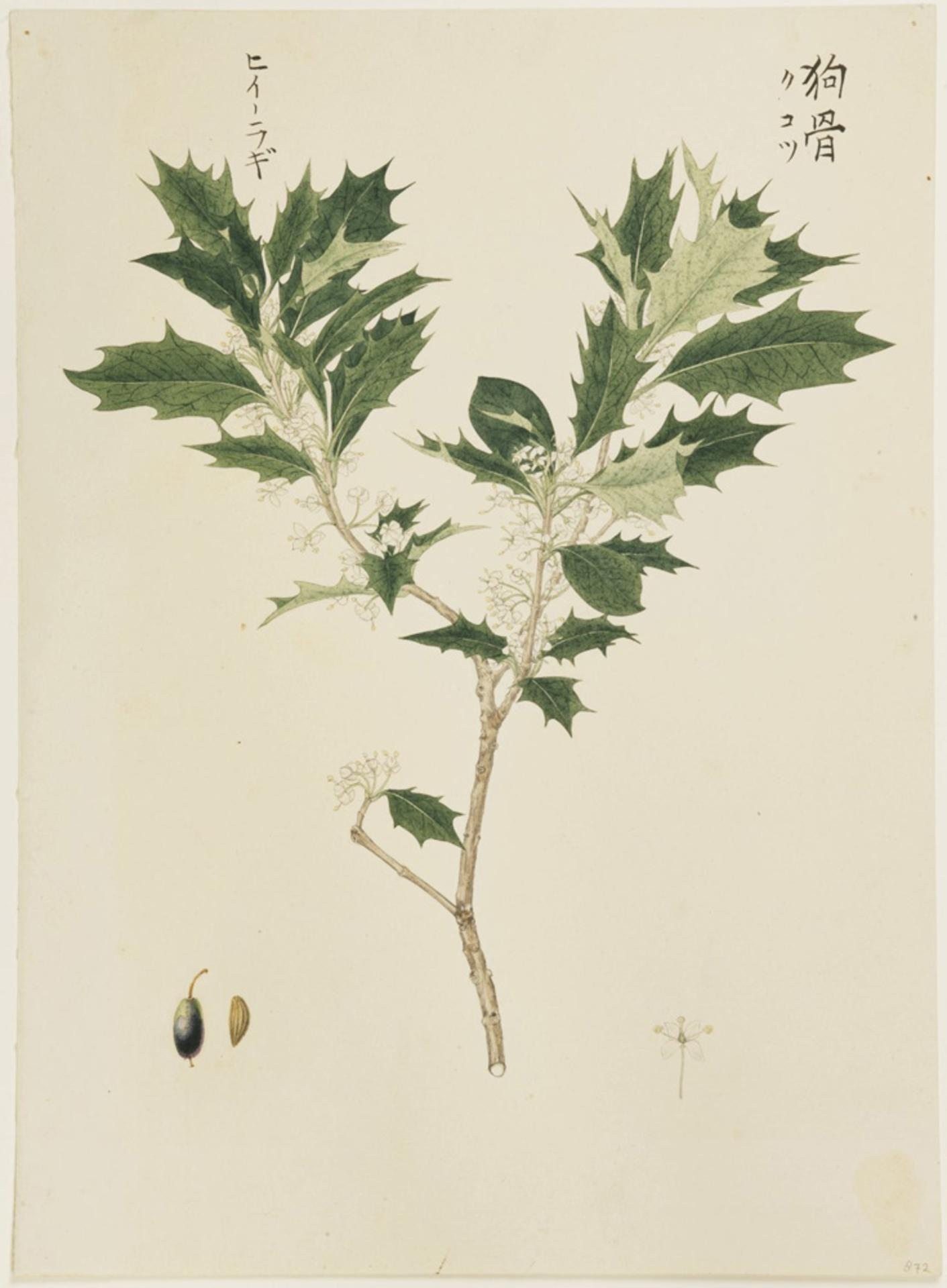
Illustration botanique.

### Appareil végétatif

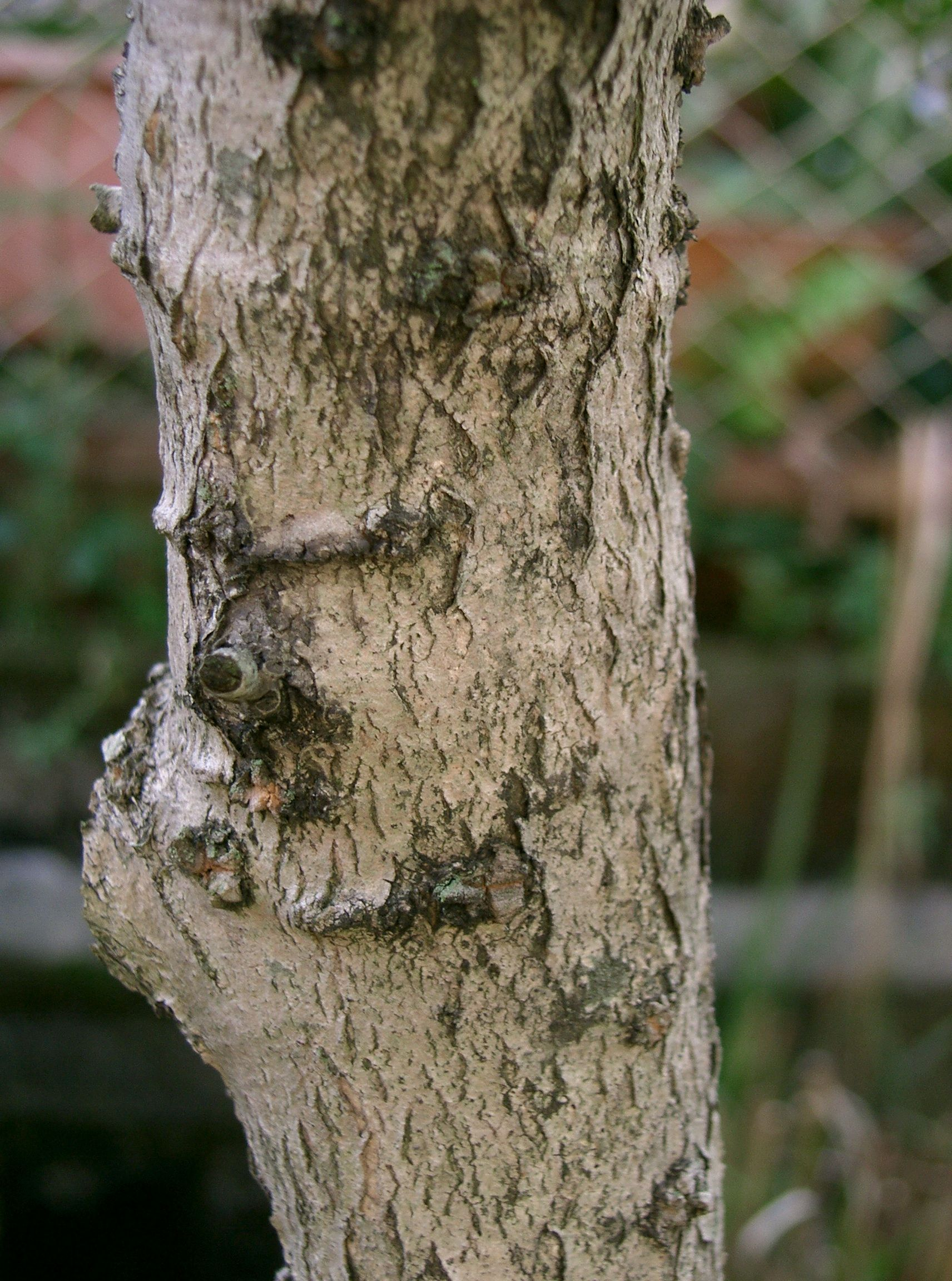
Écorce.

Osmanthus heterophyllus est un arbuste ou petit arbre à feuilles persistantes, d'une hauteur de 2 à 8 mètres. La couronne est large ; les spécimens plus âgés sont à peu près aussi larges que hauts. Les parties aériennes de la plante sont nues. Le rhytidome est gris ou noirâtre et se brise en petites plaques sur les vieux individus. L'écorce des jeunes rameaux est initialement poilue.
Les feuilles sont opposées et divisées en pétiole et limbe. Le pétiole poilu duveteux est long de 5 à 10 millimètres. Le limbe coriace de la feuille mesure 4,5 à 6, rarement jusqu'à 7 centimètres de long, et 1,5 à 2,5, rarement jusqu'à 3 centimètres de large, elliptique ou oblong-elliptique avec une base de lame en forme de coin. La surface des feuilles est vert brillant à vert foncé, légèrement plus claire sur la face inférieure. La marge des feuilles est épineuse sur les jeunes plantes, généralement avec une à quatre grosses dents épineuses, tandis que les feuilles des spécimens de plantes plus âgées deviennent de plus en plus entières. La nervure médiane est surélevée des deux côtés des feuilles. Les nerfs pennés sont surélevés sur la face inférieure de la feuille et à peine visibles sur la face supérieure. 

### Appareil reproducteur

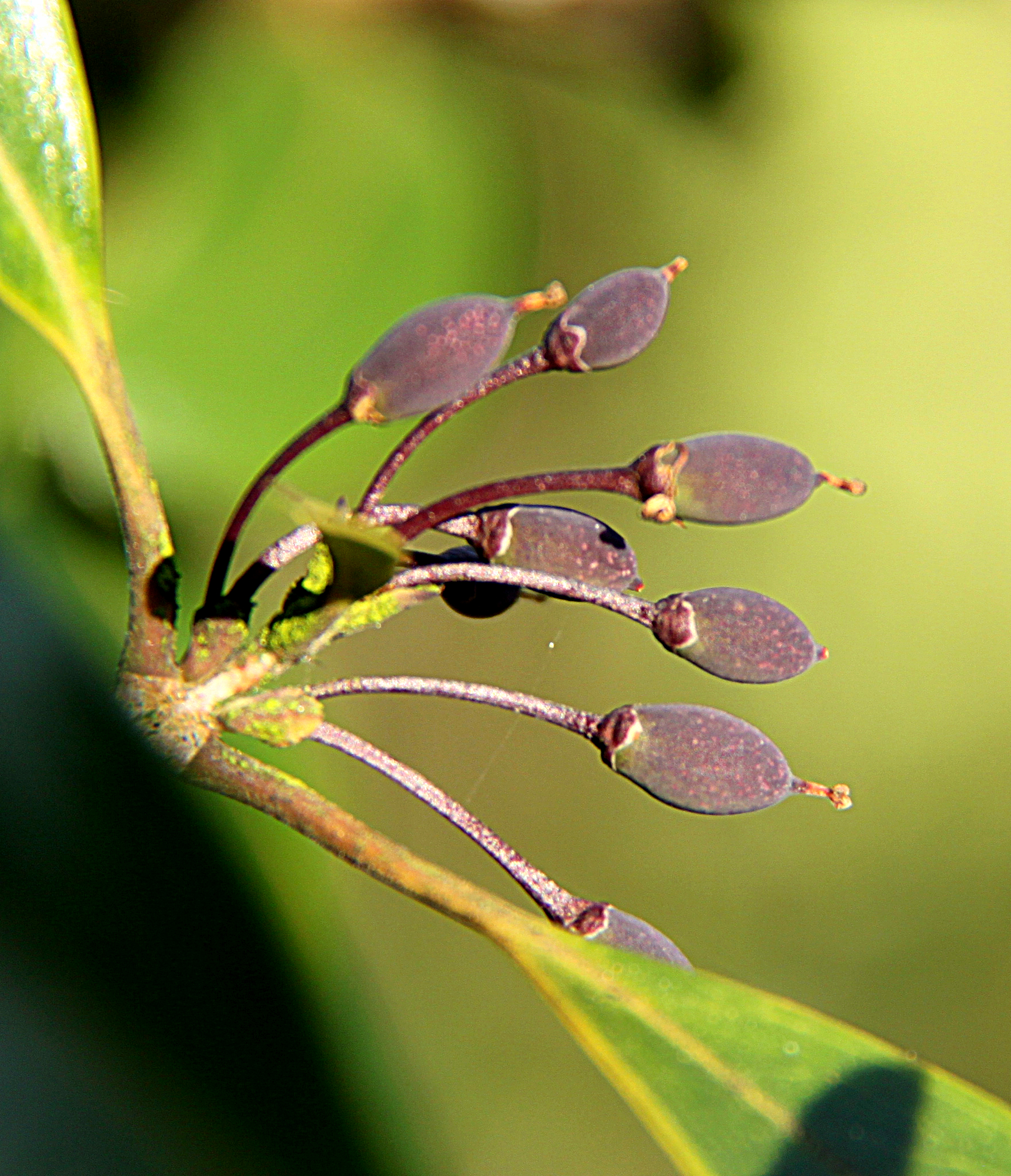
Jeunes fruits.

Osmanthus heterophyllus est dioïque. La floraison a lieu en automne. À l'aisselle des feuilles, se trouvent les inflorescences cymeuses, chacune contenant cinq à huit fleurs. Les bractées sont poilues ou nues duveteuses, d'une longueur de 2 à 2,5, rarement jusqu'à 4 mm de large ovoïdes. Le pédicelle est poilu, légèrement glanduleux ou glabre, long de 5 à 6 à12 mm.
Les fleurs dégagent un parfum intense et doux. Elles sont à symétrie radiale et quadruple avec un double périanthe. Les quatre sépales mesurent 1 à 1,5, rarement jusqu'à 2 mm de long, et sont fusionnés en forme de cloche. Les quatre pétales blancs sont fusionnés. Le tube du calice mesure 1 à 2 mm de long et les lobes de la corolle mesurent 2,5 à 5 mm. Il n'y a qu'un seul cercle d'étamines. Elles sont fusionnées avec le milieu des pétales et à peu près aussi longues que les lobes de la corolle. 
Les drupes sont ovoïdes ou transversalement ellipsoïdes, d'une longueur de 1 à 1,5 cm et d'un diamètre d'environ 1 cm, et mûrissent l'été suivant, prenant une couleur bleue à violet-noir.
Le nombre de chromosomes est 2n=46. 

## Systématique
L'espèce a été décrite pour la première fois en 1832, sous le nom d'Ilex heterophylla par George Don dans A General History of the Dichlamydeous Plants, Volume 2, page 17. Le nom d'Osmanthus heterophyllus  a été publié en 1958 par Peter Shaw Green dans Notes from the Royal Botanic Garden, Édimbourg, Volume 22, 5, p. 508. L'épithète spécifique heterophyllus signifie « hétérophylle », ce qui fait allusion aux différentes formes de feuilles qu'arbore un même spécimen.
Il existe deux variétés d'Osmanthus heterophyllus : 
- Osmanthus heterophyllus var Heterophyllus : Elle est présente à Taiwan et au Japon.
- Osmanthus heterophyllus var. Bibracteatus (Syn. Osmanthus bibracteatus, Osmanthus ilicifolius var. Bibracteatus) : Les feuilles sont toujours entières et les longs pétales mesurent au moins 5 mm de long. Elle est endémique à Taïwan.

## Noms communs
Le nom vulgaire « Osmanthe à feuilles de houx » fait référence à la similitude avec le houx (Ilex aquifolium), un exemple de convergence évolutive. On peut distinguer les deux espèces sans leurs fleurs par la disposition des feuilles : elles sont alternes chez Ilex aquifolium, et opposées chez Osmanthus heterophyllus.
L'espèce est appelée dans d'autres langues : en chinois : 柊樹 ; pinyin : zhong shu, en anglais : Holly Olive, Holly osmanthus, Chinese Holly, Holly Tea Olive, False Holly, en allemand Stechpalmen-Osmanthus, Stechpalmen-Zimtblüte, Stachelblättrige Duftblüte.

## Utilisations

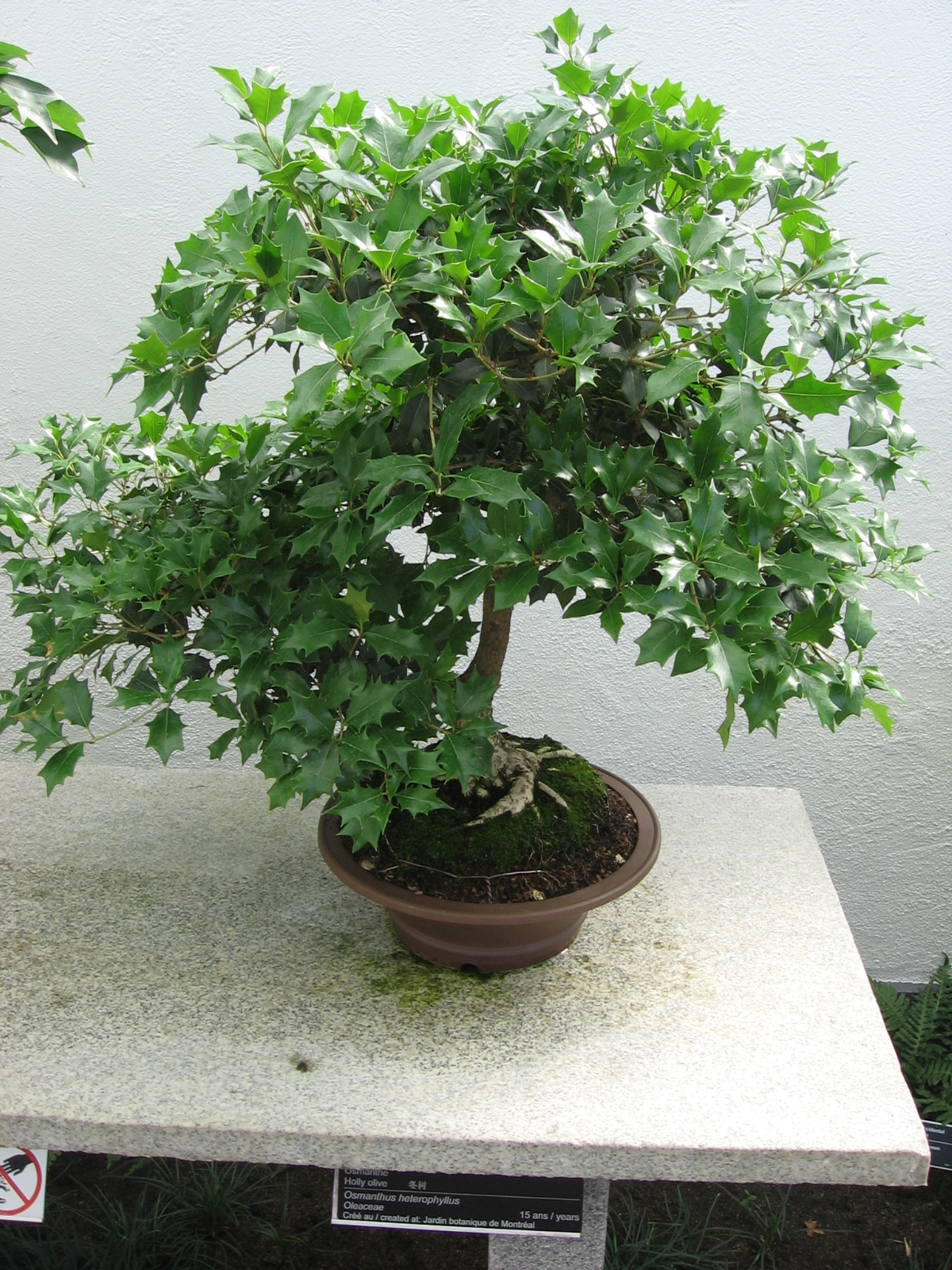
Spécimen en bonsaï.

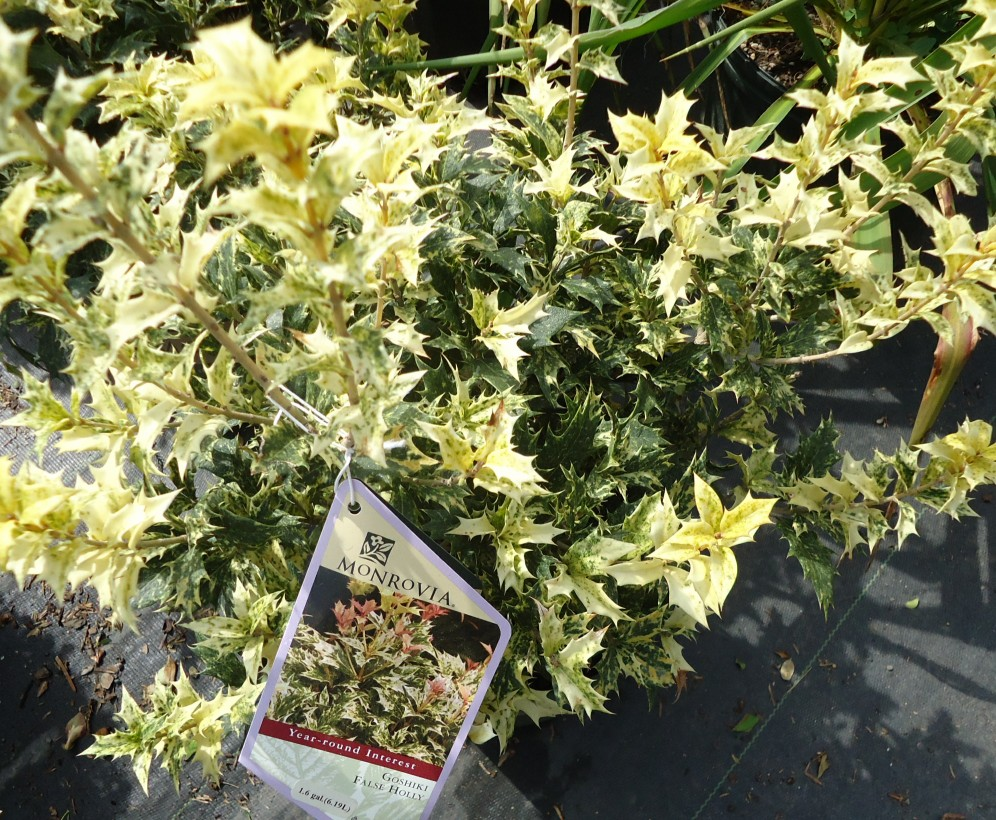
La variété panachée 'Goshiki' en pépinière.

Osmanthus heterophyllus est parfois utilisé pour l'ornement dans les parcs et jardins et, par exemple, est planté en haie,,. Plusieurs cultivars ont été sélectionnés. Il existe, entre autres, les cultivars ‘Aureus’, ‘Goshiki’, ‘Purpureus’, ‘Rotundifolius’ et ‘Subangustatus’. Les cultivars ‘Gulftide’ et ‘Variegatus’ ont reçu le prix du mérite du jardin de la Royal Horticultural Society .
Il existe un hybride horticole d'Osmanthus heterophyllus avec Osmanthus fragrans : Osmanthus × fortunei Carr.
Le bois est utilisé pour fabriquer de petits meubles et jouets.
Les fleurs d'osmanthes sont parfois mélangées au thé pour l'aromatiser, ou aux biscuits, et sont localement utilisées dans la fabrication d'une très ancienne liqueur chinoise traditionnelle servie dans des coupes de jade. La parfumerie utilise aussi l'absolue d'osmanthe dans la composition de parfums haut de gamme ou de cosmétiques. L'absolue d'osmanthe possède également des propriétés répulsives contre les insectes. L'écorce et les racines font partie de la pharmacopée asiatique traditionnelle et sont utilisées pour traiter diverses pathologies inflammatoires ou des toux chronique.

## Histoire
Osmanthus heterophyllus est mentionné deux fois dans Kojiki, l'œuvre historique la plus ancienne du Japon. La première fois sous le nom hihiragi, en relation avec le nom d'un kami, Hihiragi-no-sono-hana-madzumi-no-kami (traduction possible : « Déité qui attend de fermer les fleurs du « houx »). Le mot madzumi (rarement vu) rappelle la floraison rare de l'espèce (selon l'explication de Tominobu),. La deuxième mention vient dans un passage qui mentionne une lance en bois de houx. La lance de huit pieds de longa été donnée au prince Yamato Takeru par l'empereur avant d'être envoyé pour soumettre l'est. Ses variantes épineuses et non épineuses sont parfois différenciées comme « mâles » et « femelles », même si cela n'a rien à voir avec le sexe des plantes,.